# 相田卓三
相田 卓三（あいだ たくぞう、1956年5月3日 - ）は、日本の化学者。専門は、超分子化学・材料化学・高分子化学。学位は、工学博士（1984年）（学位論文「Organic and Macromolecular Syntheses by Metalloporphyrins（金属ポルフィリン錯体を用いた有機及び高分子合成）」）。理化学研究所創発物性科学研究センター（CEMS）副センター長と東京大学卓越教授を兼任。
超分子重合のパイオニア。社会の発展に貢献してきた高分子科学は、同時に廃プラスチック問題やマイクロプラスチックによる深刻な環境汚染を引き起こしているが、非共有結合を用いる超分子ポリマーは原理的に原料までのリサイクルが可能であり、自己修復や再構築、外場応答性、生体適合性、環境応答性などを利用できる可能性がある。超分子ポリマーやそれらを基盤とするソフトマテリアルの開発により、持続性社会の実現が期待されている。

## 経歴
1979年 横浜国立大学工学部応用化学科を卒業し、学士号を取得。その後、東京大学大学院に進学し、井上祥平教授の指導のもと修士号(1981)および博士号(1984)の学位を取得。学位論文の題は、「Organic and Macromolecular Syntheses by Metalloporphyrins（金属ポルフィリン錯体を用いた有機及び高分子合成）」。同研究により井上研究奨励賞を受賞した。博士課程修了後、東京大学工学部合成化学科の助手に就任。金属ポルフィリン錯体を用いた精密高分子合成法の開発に取り組んだ。1989年に講師、1991年に助教授に昇格し、1996年に東京大学大学院工学系研究科化学生命工学専攻教授に就任。2022年には東京大学卓越教授に就任し、現在に至る。助手であった1986年には3ヶ月間IBM Almaden Research Centerの客員研究員として渡米している。
1996年から1999年まで、科学技術振興機構（JST）のさきがけ「場と反応」プロジェクトの研究者として活動した。2000年から2005年までJST ERATO 「相田ナノ空間プロジェクト」のプロジェクトリーダーを、また2005年から2010年にかけては引き続きJST ERATO-SORST「電子ナノ空間」のプロジェクトリーダーを務めた。2008年から2012年まで理化学研究所基幹研究所のディレクターを務めた後、2013年から理化学研究所創発物性科学研究センター（CEMS）の副センター長を務める。

## 研究概要
特異な性質と機能を持つ超分子システムに焦点を当てた研究を展開し、超分子重合を世界に先駆けて提唱し発展させたとして評価されている。1988年に水中で一次元集合体を自発的に形成する両親媒性ポルフィリン分子を設計、報告した。これは超分子重合、すなわち共有結合によらない重合の最初の例である。その後も以下に示す新たな超分子重合の例を次々と報告し、超分子重合の基本概念を拡張していった。例えば(1)ナノチューブ形成超分子重合、(2)リビング連鎖（開環）超分子重合、(3)超分子ブロック共重合、(4)立体選択的超分子重合、および(5)熱二峰性（Thermally Bisignate）超分子重合などである。また、従来一次元的な伸長に限られていた超分子重合に、二次元および三次元方向への重合も含めることで、超分子重合の適用範囲を大きく広げることにも貢献している。一連の研究は、従来の共有結合による重合と超分子重合の間のギャップを埋めるのみならず、従来の重合では達成不可能な機能を実現し、高分子化学の分野における多くの固定観念を払拭した。こうした超分子システムの理解への基礎的な貢献に加え、得られた超分子ポリマーを材料開発へと応用することにも成功し、この分野の研究をさらに加速させている。また、超分子重合の歴史的背景と進歩に関する総説論文を複数発表している。以下は主要な総説論文である。
(1)相田、Meijer、Stupp著、”Functional Supramolecular Polymers”
(2)相田、Meijer著、”Supramolecular Polymers ? We've Come Full Circle”
(3)Hashim、Bergueiro、Meijer、相田著、”Supramolecular Polymerization: A Conceptual Expansion for Innovative Materials”
1988年に助手として重合触媒の開発に取り組む傍ら、自身の発見した「イモータル重合」と呼ばれる触媒的リビング重合法をベースにして超分子重合のプロトタイプを開発することに成功した。具体的には、イモータル重合を利用してオリゴ（エチレングリコール）を付加した両親媒性ポルフィリンを合成し、水中における一次元集合体の形成を確認した。この超分子重合への先駆的な貢献に加え、キャリア初期の重要な業績としては、触媒を担持したメソポーラスシリカ内での重合（押し出し重合）による伸びきり鎖結晶構造を有するポリエチレンナノファイバーの合成、デンドリマーの光捕集アンテナ機能や励起エネルギーの特異な伝播過程の発見などが挙げられる。
教授として独立した後、超分子重合に関する研究を再検討し、環状ペプチドモチーフをキラルなモノマーとして使用し、完璧なキラルセルフソーティングを伴う初のホモキラル超分子重合を達成した。また、「分子グラフェン」であるヘキサベンゾコロネンの両親媒性バージョンを合成し、ナノチューブ状に超分子重合させることに成功した。これは導電性を有する初の超分子ナノチューブである。ついで、この分子グラフェンからなる超分子ナノチューブを足場として、動径方向および軸方向に伸びた超分子ブロック共重合体を合成した。これらの超分子ブロック共重合体は、ドナー/アクセプターのヘテロ接合を有し、光導電性などの光物理学的特性を示す。この一連の先駆的な研究は、超分子ポリマーが「構造の完全性・安定性に劣る一次元凝集体に過ぎない」という先入観を払拭した。さらに、キラルな両親媒性ヘキサベンゾコロネンの超分子重合が「Majority Rule」に基づき一方向のらせん選択的に進行することを明らかにした。「Majority Rule」に従う初の超分子重合である。この発見は、らせん構造を形成する酸化還元活性なオリゴオルトフェニレン分子の開発や、アキラルな構成分子がらせん状ファイバーへと超分子重合する際の対称性の破れの発見と、そのらせん構造を足場とした不斉反応への応用（中国科学院のMinghua Liu教授との共同研究）へと展開されている。2014年、酸化還元活性なフェロセン部位をコアとするダブルデッカー型のモノマーを超分子重合させることにより金属-有機ナノチューブの合成に成功した。このナノチューブは、フェロセン部位の酸化により巨大なナノリングへと切断され、負に帯電したマイカ基板に貼り付けることが可能となるが、フェロセン部位を還元すると同軸状に超分子重合し、元のナノチューブへと戻る。
2015年、超分子連鎖重合を初めて実現した。モノマーはお椀型のコラニュレンをベースにしている。5つの側鎖にそれぞれアミドユニットを有するが、コアのお椀型構造のため、それらが分子内で水素結合ネットワークを形成し、その結果、このモノマーはそれ自体では重合しない。ここに開始剤（モノマー同様コラニュレンからなるが、分子内水素結合ネットワークを形成しない）を加えると、モノマーの分子内水素結合が分子間水素結合へと再編成され、超分子重合する。合成された超分子ポリマーの分子量は均一であり、モノマーと開始剤のモル比を変えることにより分子量の自在な調整ができる。また、2つのモノマーを順次超分子重合させることで、超分子ブロック共重合体の合成が可能である。ラセミ体のモノマーを用いても、ホモキラルな重合しか起こらない。従って、キラル開始剤の一方の鏡像体のみを超分子重合に使用すると、ラセミ体モノマーのうち一方の鏡像体のみが重合するので、モノマーが100%光学分割される。これらの成果は、超分子重合が常に逐次重合の成長機構に従うという従来の固定観念を払拭し、精密高分子合成に対する超分子重合の潜在的有用性を明らかにした。
2017年、新たな概念である熱二峰性（Thermally Bisignate）超分子重合を報告した。ここで、熱二峰性超分子ポリマーとは、室温付近ではポリマーが解重合しモノマーの状態にあるが、冷却しても加熱してもモノマーが超分子重合し、ポリマーを与えるというこれまでに無かった特色を有する。この研究により「超分子ポリマーは低温では安定だが高温にすると容易に解重合する」という常識が覆され、超分子ポリマーの動的な振る舞いに関する新たな知見がもたらされた。高分子産業においては、高い粘性を有するポリマー溶液を用いる成型加工が最もエネルギーとコストのかかるプロセスである。熱二峰性超分子重合は、この普遍的な問題を解決する可能性を秘めている。
2021年、フタロシアニンが無溶媒で自己触媒的に超分子重合することを報告した。ここでは、伸長していく超分子鎖末端が「鋳型」として働き、80%以上という極めて高い収率でフタロニトリルからフタロシアニンへの変換を触媒する。無溶媒合成と自己触媒反応は持続可能な材料を実現するために重要なグリーンテクノロジーである。
超分子重合と共有結合を用いる従来の重合の間のギャップを埋め、さまざまな革新的な材料を開発することにより分野を牽引してきた。代表的な例を以下に挙げる。
(1) イオン液体によって物理的に架橋されたカーボンナノチューブ「バッキーゲル」とその関連材料：イオン液体を利用したグラフェンへのグラファイトの剥離、金属を含まない初の伸縮性導電体材料、モバイル点字デバイス作成に向けたバッテリー駆動乾式アクチュエータなど
(2) ほとんど水からなり、有機物の含有量が0.1〜0.2%と化石資源への依存度が極めて低い「アクアマテリアル」とその関連材料：機械的強度が非常に大きく、大きな異方性を有するハイドロゲルなど
(3) 生体分子機械であるシャペロニンタンパク質からなるATP応答性ナノチューブ とそれを用いるドラッグデリバリーなど
(4) アゾベンゼン含有ポリマーブラシを用いる非架橋性光アクチュエータ
(5 )強誘電性カラムナー液晶
(6) 大きな力学強度を有するが、室温で容易に自己修復が可能という相反する性質を有するポリマーガラス
(7) 大きな耐熱性を有するが、室温で容易に自己修復が可能という相反する性質を有する多孔質有機結晶
(8) 光と電気により書き換え可能なAND論理ゲートとして働くコアシェルカラムナー液晶
(9) カテナン構造が高密度に配列した弾性有機金属結晶
(10) 水を超高速で通すにもかかわらず塩を通さない、大環状化合物からなる高密度フッ素化ナノチューブ
力学的に堅牢でありながら室温で自己修復するポリマーガラス「ポリエーテルチオ尿素」は、ポリマー材料において力学的堅牢さと自己修復能力は相容れないという長年の先入観を払拭した材料として注目を集めている。ポリエーテルチオ尿素は、その構成分子の分子量が比較的小さい（Mn = ~10,000 （g/mol））にもかかわらず、チオ尿素基間に形成される高密度で非線形な水素結合ネットワークにより、優れた力学的堅牢さ（ヤング率E = 1.4 GPa）を有する。このコンセプトを持続可能な材料の有望な例として世界経済フォーラム（World Economic Forum, Davos, 2019）で発表した。
また、超分子重合の分野への多大なる貢献に加え、光エネルギーでゲスト分子を変形させる光駆動型キラル分子ペンチや、サブナノメートルスケールでの疎水性変調による水中での塩橋の強度変化の実証、そして世界初のグラフィティック・カーボンナイトライド薄膜など、多数の独創的な成果を報告している。
現在、理化学研究所創発物性科学研究センター（CEMS）と東京大学を拠点として研究グループを運営し、多種多様な研究プロジェクトを動かしており、研究室では、超分子重合の概念的拡張により得られたゲル、液晶、生体分子からなる集合体、多孔性結晶など、超分子材料の設計と応用に焦点を当てた多様な研究が行われている。

## 研究業績・活動
400を超える査読付きの研究論文、総説、書籍を発表している。また、90名を超える同窓生がアカデミックポストに就き、世界中で活躍している。
過去にはJournal of Materials Chemistry誌の編集委員（2004〜2006）、アメリカ化学会誌（Journal of the American Chemical Society）のアドバイザリーボード（2014〜2021）を務め、現在はScience誌のレビューボード（2009〜）を務める。さらに、Giant誌のエグゼクティブアドバイザリーボードを含む、15以上の学術誌の国際委員を務めている。
これまでいくつかの化学メーカーの技術アドバイザーを務めてきたが、現在は花王株式会社の技術顧問（2017〜）に就任している。また、香港大学分子機能材料研究所（2010〜2018）やNIMS国際ナノアーキテクトニクス研究拠点（2007〜2017）の国際諮問委員などを歴任し、現在は華南理工大学（SCUT）のソフトマター科学技術研究所（AISMST）（2017〜）の国際諮問委員、マックス・プランク高分子研究所の科学諮問委員（2020〜）を歴任している。

## 招待講演・メンバーシップ
Rohm & Haas（バークレー、2007）、Bayer（ピッツバーグ、2009; テキサスA＆M、2012）、Stephanie Kwolek Lecture in Materials Chemistry（カーネギーメロン大、2009）、Merck-Pfister Lecture in Organic Chemistry（MIT、2010）、Novartis Seminar in Organic Chemistry（イリノイ大、2010）、東レ先端材料シンポジウム（日本、2011）、Torkil Holm Symposium（デンマーク、2012）、デンマーク化学会（デンマーク、2012）、International Institute for Nanotechnology Symposium（ノースウェスタン大、2012）、Van’t Hoff Award Lecture（オランダ、2013）、Schmidt Lecture（ワイズマン科学研究所、2016）、Melville Lecture（ケンブリッジ、2017）、Xuetang Lecture（中国、清華大学）、Peter Timms Lecture（ブリストル、2018）、Master Distinguished Lecture（上海交通大学、2019）、Dodge Lecturer（イェール大学、2021）、ゴードン会議（自己組織化および超分子化学に関するゴードン会議：2013、2019；分子スイッチとモーターに関するゴードン会議： 2015、2017； 生体模倣材料に関するゴードン会議：2018）、分子機械ノーベル賞会議（オランダ、2017）、ウルフ賞シンポジウム（イスラエル、2018）、ACS Spring 2021会議など招待講演多数。
2017年には自己組織化と超分子化学に関するゴードン会議のオーガナイザーを務めた。インド化学会名誉フェロー（2013〜）、復旦大学国家重点実験室上級客員研究員（2018〜）、オランダ王立芸術科学アカデミー海外メンバー（2020〜）に選出されている。

## 受賞歴
- 1988年 - 日本化学会進歩賞[60]
- 1993年 - 高分子学会賞[61]
- 1998年 - 基礎錯体光学研究会賞
- 1999年 - 高分子学会Wiley賞
- 1999年 - 日本IBM科学賞[62]
- 2000年 - 名古屋メダルセミナー シルバーメダル[63]
- 2001年 - 東京テクノフォーラムゴールドメダル賞[64]
- 2005年 - 井上学術賞
- 2008年 - モレキュラーキラリティーアワード[65]
- 2008年 - 錯体化学会貢献賞[66]
- 2009年 - 日本化学会学会賞[67]
- 2009年 - ACS高分子化学賞[68]
- 2011年 - アレクサンダーフォンフンボルト研究賞
- 2011年 - 藤原賞[69]
- 2012年 - アメリカ化学会アーサー・K・ドーリットル賞（PMSE）[70]
- 2013年 - van't Hoff Award Lecture[71]
- 2015年 - 江崎玲於奈賞[72]
- 2017年 - キラリティーメダル（イタリア化学会）[73]
- 2018年 - 日本学士院賞[74]
- 2018年 - Global Outstanding Student and Mentor Award in Polymer Science and Engineering[75]
- 2020年 - 市村学術賞功績賞[76]
- 2021年 - Ryoji Noyori ACES Award[77]
- 2021年 - The Netherlands Award for Supramolecular Chemistry[78]

## 叙位・叙勲
- 2010年 - 紫綬褒章[79]

## 趣味
学生時代は登山やバスケットボール、テニスなどの運動を楽しんでいた。現在は温泉、旅行、動物との触れ合い、電子サックス（Roland Aerophone AE-10）の演奏が趣味。